# Comité contre la torture
- Pays ayant ratifié
- Pays ayant signé, mais pas ratifié
- Pays n'ayant ni signé ni ratifié

Le Comité contre la torture est un organisme de l’Organisation des Nations unies chargé de surveiller l'application de la Convention contre la torture et autres peines ou traitements cruels, inhumains ou dégradants,.